# Matías Britos
Matías Britos, vollständiger Name Matías Britos Cardoso, (* 26. November 1988 in Montevideo) ist ein uruguayischer Fußballspieler.

## Karriere

### Verein
Der 1,71 Meter große Offensivakteur Britos stand bereits in der Clausura 2007 im Kader des Zweitligisten Atenas aus San Carlos und erzielte in jener Runde zwei Ligatore und ein weiteres in den Play-off-Halbfinalspielen. Auch in der Spielzeit 2007/08 wird er noch bei diesem Verein geführt. In der Clausura 2008 stehen sechs weitere Treffer für ihn zu Buche. Die Apertura 2008 verbrachte er dann in Reihen der in der Primera División spielenden Rampla Juniors. In der Hinrundenhalbserie wurde er 13 mal eingesetzt. In der Rückrunde der Saison 2008/09 lief er dann in 14 Ligabegegnungen für Juventud auf und zeichnete sechsmal als Torschütze erfolgreich. In der Clausura 2010 spielte er wieder für Atenas, die zwischenzeitlich in die Primera División aufgestiegen waren und kam dort je nach Quellenlage zu 13 oder 14 Einsätzen in der Liga, in denen er vier Tore erzielte. Zudem bestritt er drei Partien (zwei Tore) der Liguilla Pre-Libertadores 2009. Seine nächste Station war in der Spielzeit 2010/11 mit den Rampla Juniors wiederum einer seiner vorherigen Arbeitgeber. 29 Spiele und sechs Tore – nach anderen Quellen 30 Spiele und sieben Tore – weist seine Statistik in dieser Serie aus. Sodann wechselte er zu Defensor und absolvierte in der Spielzeit 2011/12 25 Begegnungen in der Liga. Dabei traf er erneut sechsmal. Darüber hinaus wurde er in der Copa Libertadores in vier Spielen eingesetzt und erzielte ein Tor. Der nächste Karriereschritt führte Britos nun ins Ausland. In Mexiko schloss er sich dem Club León an, für den er seit der Apertura 2012 spielt. Im Juli 2013 verlängerte er den Vertrag bei den Panzas Verdes um acht Spielzeiten (vier Jahre), nachdem zuvor Gerüchte um einen Wechsel zu Cagliari Calcio aufkamen. Dort absolvierte er, neben acht Partien (ein Tor) in der Copa Libertadores und sieben Spielen (zwei Tore) in der Copa México, 69 Ligabegegnungen für die Mexikaner. Dabei erzielte er 18 Treffer. 2013/14 gewann er mit dem Klub beide Turniere um die mexikanische Meisterschaft. 2014 schloss er sich sodann UNAM Pumas an. Für diesen Verein bestritt er in der Spielzeit 2014/15 22 Partien (fünf Tore) in der Primera División und sechs Spiele (ein Tor) in der Copa México. Während der Saison 2015/16 kamen bislang (Stand: 13. Juli 2016) 37 weitere Erstligaeinsätze (elf Tore), acht absolvierte Begegnungen (ein Tor) der Copa Libertadores 2016 und zwei Pokaleinsätze (kein Tor) hinzu.

### Nationalmannschaft
Britos gehörte dem uruguayischen Aufgebot an, das bei den Panamerikanischen Spielen 2011 die Bronzemedaille gewann. Im Verlaufe des Turniers wurde er in allen fünf Begegnungen Uruguays eingesetzt. Ein Tor schoss er nicht. Auch war Britos Teil einer uruguayischen U-22-Auswahl, die im Oktober 2011 zu einem Spiel gegen die argentinische U-20-Nationalmannschaft antrat.

## Erfolge
- Bronzemedaille Panamerikanische Spiele 2011
- Mexikanischer Meister 2013/14